# Mõniste (commune)
Cet article concerne l'ancienne commune. Pour le village, voir Mõniste.

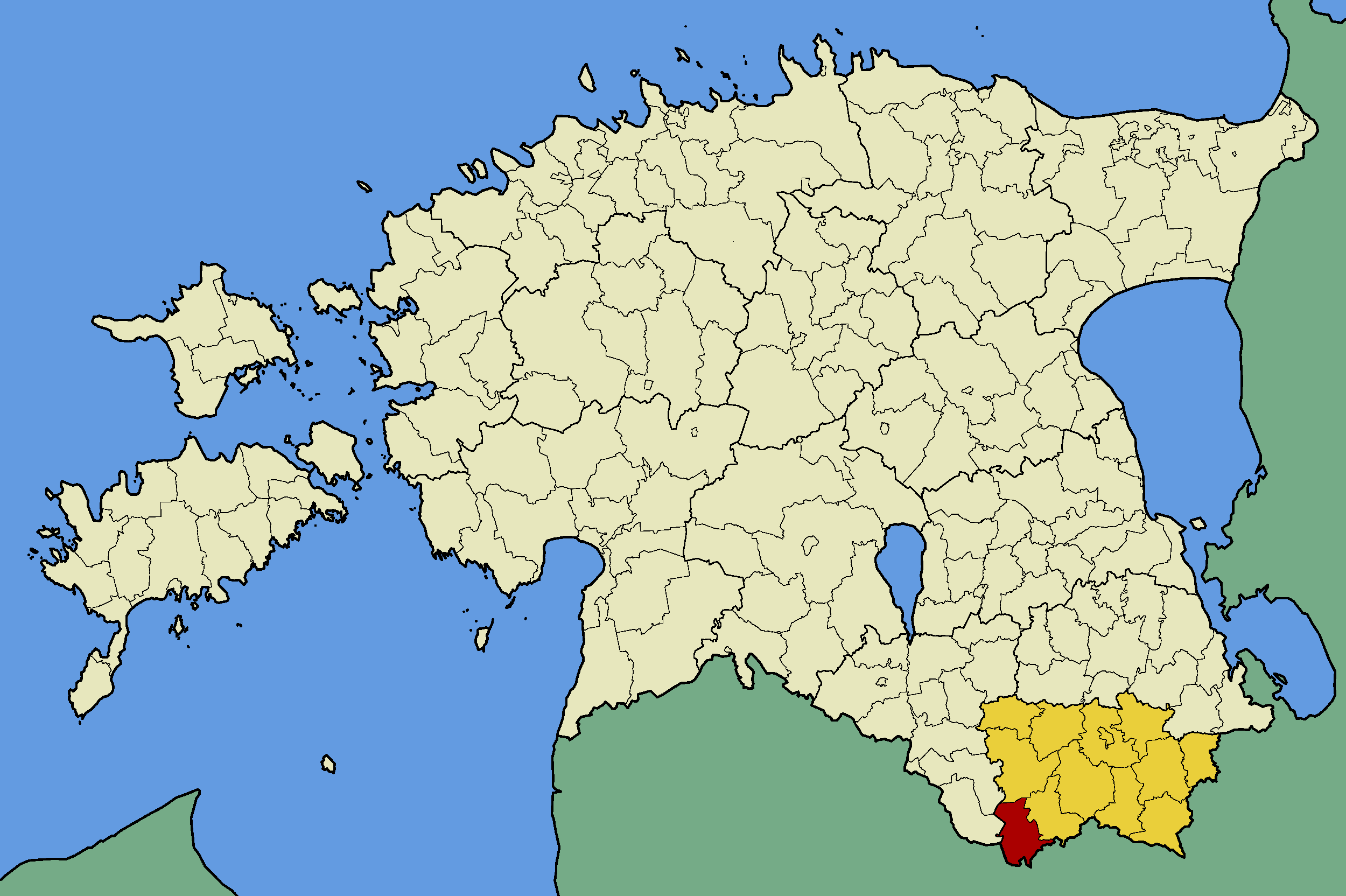
Localisation de l'ancienne commune de Mõniste (rouge), dans le comté de Võru (jaune).

Mõniste (en estonien : Mõniste vald) est une ancienne commune rurale située dans le comté de Võru en Estonie. Le 1er janvier 2012, la population s'élevait à 885 habitants.

## Géographie
La commune s'étendait sur 174,8 km2, dont 57 % de forêts, dans la région de Võrumaa, parcourue de lacs, à l'extrême sud du pays.    
Elle comprenait les villages de Mõniste, Hürova, Hüti, Kallaste, Karisöödi, Koemetsa, Kuutsi, Parmupalu, Peebu, Sakurgi, Saru, Singa, Tiitsa, Tundu, Tursa, Vastse-Roosa, Villike.

## Histoire
La localité faisait partie autrefois des terres de la famille von Wulf, dont les armoiries ont été reprises par la commune.
À la suite de la réorganisation administrative d'octobre 2017, elle a fusionné avec Haanja, Rõuge, Varstu et une partie de Misso, pour former la nouvelle commune de Rõuge.

## Jumelages
- Kaavi (Finlande)[2]

## Culture et patrimoine
Le village abrite un musée de la vie paysanne au XIXe siècle dans la région.